# Vuomisvaara
Vuomisvaara är en kulle i Finland. Den ligger i Rovaniemi i landskapet Lappland, i den norra delen av landet, 700 km norr om huvudstaden Helsingfors. Toppen på Vuomisvaara är 221 meter över havet.
Terrängen runt Vuomisvaara är huvudsakligen platt. Runt Vuomisvaara är det mycket glesbefolkat, med 2 invånare per kvadratkilometer.